# Izoklakeite
L'izoklakeite è un minerale appartenente al gruppo della kobellite.